# Gushitan Shuiku
Gushitan Shuiku (kinesiska: 孤石滩水库) är en reservoar i Kina. Den ligger i provinsen Henan, i den centrala delen av landet, omkring 150 kilometer söder om provinshuvudstaden Zhengzhou. Gushitan Shuiku ligger 145 meter över havet. Arean är 4,5 kvadratkilometer. Trakten runt Gushitan Shuiku består till största delen av jordbruksmark. Den sträcker sig 3,6 kilometer i nord-sydlig riktning, och 3,6 kilometer i öst-västlig riktning.
Genomsnittlig årsnederbörd är 917 millimeter. Den regnigaste månaden är augusti, med i genomsnitt 161 mm nederbörd, och den torraste är januari, med 7 mm nederbörd.